# Brachynemurus irregularis
Brachynemurus irregularis is een insect uit de familie van de mierenleeuwen (Myrmeleontidae), die tot de orde netvleugeligen (Neuroptera) behoort. 
Brachynemurus irregularis is voor het eerst wetenschappelijk beschreven door Currie in 1906.